# Vlag van Vojvodina

Vlag van Vojvodina

De vlag van Vojvodina (Servisch: Застава Војводине, Zastava Vojvodine) is een van de officiële symbolen van Vojvodina en bestaat uit drie banen in de kleuren rood, blauw en wit, met drie gele sterren in de blauwe baan.

## Symboliek
De pan-Slavische kleurencombinatie rood-blauw-wit is afgeleid van de vlag van Servië. Hiermee wordt de band tussen Vojvodina en de rest van het land uitgebeeld. In de vlag van Vojvodina is het blauw echter hoger. De drie sterren symboliseren de drie delen van Vojvodina (Bačka, Banaat en Syrmië), maar staan ook voor de verbondenheid met de Europese Unie.

## Ontwerp
De hoogte-breedteverhouding van de vlag is 1:2. De vlag toont aan beide zijden hetzelfde ontwerp.
De rode en de witte baan nemen elk een tiende van de hoogte van de vlag in; de blauwe baan acht tiende. De diameter van een denkbeeldige cirkel die van elke ster de vijf punten met elkaar verbindt, is gelijk aan drie tiende van de hoogte van de vlag. Door het midden van de drie sterren kan men een denkbeeldige cirkel trekken, waarvan de diameter gelijk is aan 37/100 van de hoogte van de vlag.

## Geschiedenis

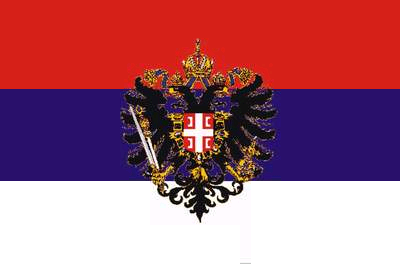
Vlag van de Servische Vojvodina

De eerste vlag die als vlag van de Vojvodina gezien kan worden, is die van de Servische Vojvodina, een autonome regio binnen het Keizerrijk Oostenrijk. Deze politieke entiteit bestond slechts in 1848-1849. De vlag was de Servische rood-blauw-witte driekleur, met in het midden de Oostenrijkse keizerlijke adelaar die het wapen van Servië draagt.
Na 1849 zou het ruim anderhalve eeuw duren voordat Vojvodina weer een eigen vlag kreeg. In de jaren negentig werd door regionalistische partijen een blauw-geel-groene verticale driekleur gebruikt; zij stelden tevergeefs voor om deze vlag de officiële vlag van Vojvodina te maken.
De huidige vlag werd op 10 maart 2004 in gebruik genomen.